# Danilo Luiz da Silva
Danilo Luiz da Silva (född den 15 juli 1991 i Bicas), mer känd enbart som Danilo, är en brasiliansk fotbollsspelare som spelar högerback för Flamengo och brasilianska landslaget.
Han började sin karriär i América Mineiro innan han flyttade till Santos, där han gjorde det vinnande målet i finalen av Copa Libertadores 2011. I januari 2012 bytte han klubb till FC Porto, där han vann konsekutiva Primeira Liga titlar, och gick sedan vidare till Real Madrid 2015 för en summa av €31,5 miljoner. Två år senare bytte han klubb till Manchester City, där han under de nästkommande två åren vann två Premier League titlar, en FA-Cup titel och två Liga-cup titlar, innan han sedan skulle gå vidare till Juventus 2019 och vinna Serie A under sin första säsong med klubben.
Danilo spelade sin första match för brasilianska landslaget 2011, han vann då U-20 VM 2011 och tog senare ett OS-silver i herrfotbollsturneringen vid Sommar-OS 2012 i London. Han representerade även landslaget i VM 2018.

## Klubbkarriär
Den 23 juli 2017 värvades Danilo av Manchester City, där han skrev på ett femårskontrakt.
Den 29 januari 2025 återvände Danilo till Brasilien och skrev på ett tvåårskontrakt med Flamengo.

## Landslagskarriär
da Silva debuterade som tjugoåring för Brasilien den 14 september 2011. I november 2022 blev han uttagen i Brasiliens trupp till VM 2022.

## Statistik

### Klubb
| Klubb                | Säsong               | Inhemsk liga         | Inhemsk liga | Inhemsk liga | Nationell cup | Nationell cup | Liga cup | Liga cup | Kontinental cup | Kontinental cup | Andra   | Andra | Totalt  | Totalt |
| Klubb                | Säsong               | Liga                 | Matcher      | Mål          | Matcher       | Mål           | Matcher  | Mål      | Matcher         | Mål             | Matcher | Mål   | Matcher | Mål    |
| -------------------- | -------------------- | -------------------- | ------------ | ------------ | ------------- | ------------- | -------- | -------- | --------------- | --------------- | ------- | ----- | ------- | ------ |
| América Mineiro      | 2009                 | Série C              | 8            | 0            | 0             | 0             | —        | —        | —               | —               | 2       | 0     | 10      | 0      |
| América Mineiro      | 2010                 | Série B              | 7            | 0            | —             | —             | —        | —        | —               | —               | 12      | 2     | 19      | 2      |
| América Mineiro      | Totalt               | Totalt               | 15           | 0            | 0             | 0             | —        | —        | —               | —               | 14      | 2     | 29      | 2      |
| Santos               | 2010                 | Série A              | 26           | 4            | 0             | 0             | —        | —        | 0               | 0               | —       | —     | 26      | 4      |
| Santos               | 2011                 | Série A              | 23           | 1            | —             | —             | —        | —        | 14              | 4               | 15      | 1     | 52      | 6      |
| Santos               | Totalt               | Totalt               | 49           | 5            | 0             | 0             | —        | —        | 14              | 4               | 15      | 1     | 78      | 10     |
| Porto                | 2011–12              | Primeira Liga        | 6            | 0            | —             | —             | 1        | 0        | 1               | 0               | —       | —     | 8       | 0      |
| Porto                | 2012–13              | Primeira Liga        | 28           | 2            | 2             | 0             | 5        | 0        | 7               | 0               | 0       | 0     | 42      | 2      |
| Porto                | 2013–14              | Primeira Liga        | 28           | 3            | 5             | 0             | 3        | 0        | 12              | 0               | 0       | 0     | 48      | 3      |
| Porto                | 2014–15              | Primeira Liga        | 29           | 6            | 0             | 0             | 1        | 0        | 10              | 1               | —       | —     | 40      | 7      |
| Porto                | Totalt               | Totalt               | 91           | 11           | 7             | 0             | 10       | 0        | 30              | 1               | 0       | 0     | 138     | 12     |
| Real Madrid          | 2015–16              | La Liga              | 24           | 2            | 0             | 0             | —        | —        | 7               | 0               | —       | —     | 31      | 2      |
| Real Madrid          | 2016–17              | La Liga              | 17           | 1            | 5             | 0             | —        | —        | 3               | 0               | —       | —     | 25      | 1      |
| Real Madrid          | Totalt               | Totalt               | 41           | 3            | 5             | 0             | —        | —        | 10              | 0               | —       | —     | 56      | 3      |
| Manchester City      | 2017–18              | Premier League       | 23           | 3            | 3             | 0             | 6        | 0        | 6               | 0               | —       | —     | 38      | 3      |
| Manchester City      | 2018–19              | Premier League       | 11           | 1            | 4             | 0             | 5        | 0        | 2               | 0               | 0       | 0     | 22      | 1      |
| Manchester City      | 2019–20              | Premier League       | —            | —            | —             | —             | —        | —        | —               | —               | 0       | 0     | 0       | 0      |
| Manchester City      | Totalt               | Totalt               | 34           | 4            | 7             | 0             | 11       | 0        | 8               | 0               | 0       | 0     | 60      | 4      |
| Juventus             | 2019–20              | Serie A              | 21           | 2            | 4             | 0             | —        | —        | 5               | 0               | 0       | 0     | 30      | 2      |
| Totalt under karriär | Totalt under karriär | Totalt under karriär | 251          | 25           | 23            | 0             | 21       | 0        | 67              | 5               | 29      | 3     | 391     | 33     |

1. ↑  Inkluderar Portugisiska cupen, Copa del Rey och FA-Cupen
2. ↑  Inkluderar Portugisiska ligacupen och Engelska Ligacupen
3. 1 2  Matcher i Campeonato Mineiro
4. ↑  Matcher i Copa Libertadores
5. ↑  Tretton matcher i Campeonato Paulista, två matcher och ett mål i FIFA Club World Cup
6. ↑  Matcher i UEFA Europa League
7. 1 2 3 4 5 6 7  Matcher i UEFA Champions League
8. ↑  Sex matcher i UEFA Champions League, sex i UEFA Europa League

### Landslag
| Landslag  | År     | Matcher | Mål | Assist |
| --------- | ------ | ------- | --- | ------ |
| Brasilien | 2011   | 2       | 0   | 1      |
| Brasilien | 2012   | 4       | 0   | 0      |
| Brasilien | 2014   | 5       | 0   | 0      |
| Brasilien | 2015   | 4       | 0   | 1      |
| Brasilien | 2017   | 1       | 0   | 1      |
| Brasilien | 2018   | 6       | 0   | 1      |
| Brasilien | 2019   | 3       | 1   | 0      |
| Totalt    | Totalt | 25      | 1   | 4      |

## Meriter
América Mineiro
- Campeonato Brasileiro Série C: 2009

Santos
- Campeonato Paulista: 2011
- Copa Libertadores: 2011

Porto
- Primeira Liga: 2011/2012, 2012/2013

Real Madrid
- La Liga: 2016/2017
- UEFA Champions League: 2015/2016, 2016/2017
- UEFA Super Cup: 2016
- VM för klubblag: 2016

Manchester City
- Premier League: 2017/2018, 2018/2019
- Engelska Ligacupen: 2017/2018, 2018/2019
- FA-cupen: 2018/2019
- FA Community Shield: 2018

Juventus
- Serie A: 2019/2020